# 面部女性化手术
面部女性化手术（英語：facial feminization surgery，简称FFS），是一系列重塑性的外科手术，旨在改变典型的男性面部特征，使其在形状和大小上更接近典型的女性面部特征。FFS可以包括各种骨骼和软组织手术，例如前额提升术、鼻外观整型手术、颌面整形手术和丰唇术。
面部包含区分男性和女性面部的第二性征，包括前额、鼻子、嘴唇、脸颊、下巴和颌线的形状；面部上三分之一的特征似乎是最重要的，嘴唇的细微变化会产生很大的影响。

## 需求者
对于一些跨性别女性和非二元性别者来说，FFS在医学上是治疗性别不安的必要手段。在减少性别焦虑和帮助跨性别女性以女性身份融入社会方面，它与生殖器形式的性别肯定手术一样重要，甚至更重要；有关此类结果的数据受到研究规模小和无关变量影响的限制，就像其他女性化疗法一样。虽然大多数接受FFS的都是跨性别女性，但一些觉得自己的面容过于男性化的顺性别女性也会接受FFS。
应等到颅骨停止生长后再进行FFS。确定颅骨是否停止生长的方法是连续对下颌骨和腕骨进行放射摄影，以确保骨骼生长已经停止。

## 外科手术
FFS期间最常进行的外科手术包括以下内容：

### 面部上三分之一
一些研究表明，额头的形状是分辨顺性别男性和顺性别女性之间的重要差异之一。发际线矫正、额头重塑、眼窝重塑和眉毛提升等手术通常同时进行，同时也会考虑鼻整形术。
发际线矫正
男性的发际线通常比女性高，并且在太阳穴上方后移，形成“M”形。可以通过发际线下移”（将头皮抬起并重新定位）或植发来将发际线前移，使其形状更圆润。
额头重塑
顺性别男性的额头上往往有一条横贯眉毛上方的骨脊，称为眉嵴。顺性别男性的太阳穴也往往比女性凹陷，额头也更平坦。
眉脊通常是实心骨，只需磨平即可。眉间凸起的部分（印堂穴）位于一个称为额窦的凹陷区域上方。额窦是空心的，因此去除那里的凸起可能更加困难。如果额窦上方的骨足够厚，只需磨平骨即可去除凸起。然而，有些人的骨壁非常薄，以至于无法完全磨平凸起，否则会穿透骨壁进入额窦。。
FFS外科医生主要采取两种方法解决这个问题。最保守的方法是尽可能地磨掉骨壁但不使其穿透，然后用羟磷灰石骨水泥填充周围的区域，这样可以抹平前额其余部分之间任何可见的凹凸。在这种情况下，有时可以通过削薄位于凸起上方的软组织来进一步缩小凸起。或者，FFS外科医生可以进行一种称为前额重建或颅骨成形术的手术，将眉间骨拆开、削薄并重塑，然后用小钛丝或钛骨板和螺钉将其重新组装到女性化的位置。关于何种方法更好，由于数据有限，无法提供指导。颅骨成形术的风险包括颅骨无法正常愈合、骨碎片移动和囊肿形成，通常可以通过其他手术来纠正。
提眉术
与顺性别女性相比，顺性别男性的眉毛相对于眉嵴的位置往往较低。顺性别男性的眉毛往往位于眉嵴下方，而顺性别女性的眉毛往往位于眉嵴上方。因此，抬高眉毛会使面部看起来更具女性气质。
眼眶重塑
一些研究表明，眼形是区分顺性别男性和女性的关键特征。顺性别女性的眼窝往往较小，位于面部较高位置，外缘角度更大，内缘距离更近。FFS可以改变眼眶形状，但相关结果数据有限。

### 鼻外观整型手术
顺性别男性的鼻子通常比顺性别女性的鼻子更大、更长、更宽；此外，女性的鼻尖通常比男性略微向上翘起。因此需要切除部分骨骼和软骨，并重塑剩余部分。大多数情况下，该手术为开放式手术；在所有情况下，缩小鼻部都存在干扰鼻瓣功能的风险。一般情况下均采用标准的手术流程。相关数据仍然有限。

### 颊部植入
顺性别女性的颧骨通常更向前突出，脸颊整体也更丰满，和下巴构成一个三角形。脸颊轮廓的规划是在下巴重塑的同时进行的。脸颊重塑是通过截骨术和面部骨骼的重新定位来实现的。使用植入物或从身体其他部位提取的脂肪来增大脸颊是很常见的。植入物的风险包括感染、移动和不对称；脂肪最终可能会被吸收。

### 嘴唇
嘴唇形状和结构的细微变化会对女性化产生重大影响。男性鼻底与上唇顶部之间的距离往往比女性更长，而且上唇也更长；当女性的嘴巴张开放松时，上门牙通常会露出几毫米。
通常情况下会在鼻底下方做一个切口，切除一部分皮肤。缝合切口后，上唇会被抬起，使其处于更女性化的位置，并且通常会露出少量上门牙。外科医生还可以使用唇部提升术，将上唇稍微外翻，使其看起来更丰满。
顺性别女性的嘴唇通常比顺性别男性更丰满，因此丰唇常用于女性化。注射填充剂风险较低，但通常在六个月左右后就会被吸收；许多植入物的并发症发生率较高，例如感染或排异反应。 使用从人体提取的脂肪可能会导致肿块，并且不会持续很长时间。脱细胞真皮产品可能拥有最持久、风险最低的效果。

### 下巴和颌骨轮廓
顺性别男性的下巴往往比顺性别女性的下巴更长更宽，下颌基部更方正，而且比女性下巴更向外突出。 顺性别男性的下颌线往往从下巴向外延伸，角度比顺性别女性更大，并且后部有一个尖角。
可以通过削骨或下巴整形手术来缩短下巴的长度。下颌可以通过下颌缩小术手术重塑；有时可以通过口腔完成。嚼肌也可以缩小，使下颌看起来更窄。
手术最大的风险是损伤贯穿下巴和下颌的颏神经；其他风险包括损伤牙根、感染、骨折，以及损伤控制下唇、位于下巴边缘的颏肌。

### 喉结缩小术
青春期后，男性的喉结往往比女性更加明显。喉结可以通过一种称为喉结缩小术缩小，目的是在不留下疤痕的情况下缩小喉结。存在损伤声带和导致会厌不稳定的风险。

### 相关手术
医疗美容手术通常与面部女性化手术同时进行。例如，眼袋和下垂的眼睑通常可以通过眼睑整形术来矫正，还有面部和颈部的拉皮手术。

## 历史
FFS技术源自口腔颌面外科、耳鼻喉科和整形外科。
面部女性化手术始于1982年，当时组织过性别肯定手术的整形外科医生Darrell Pratt向道格拉斯·奥斯特豪特（Douglas Ousterhout）转述了其其中一位跨性别女性患者的请求，这位患者希望通过整形手术让自己的面部看起来更女性化，因为人们对她的反应仍然像对待男人一样。奥斯特豪特之前做过重建有出生缺陷、事故或其他创伤的人的面部和头骨的手术。奥斯特豪特很想提供帮助，但他知道自己不知道什么是“女性面部”，因此他首先通过阅读20世纪早期的体质人类学来调查，以确定哪些特征是“女性”，然后测量了20世纪70年代拍摄的一系列头颅侧位片（cephalogram）和数百个头骨中得出定义这些特征的测量值，证实能否根据这些测量值可靠地区分女性和男性。奥斯特豪特随后研究他已使用过的技术和材料，以便将男性面部改造成女性面部。他开创了面部女性化手术的大部分手术程序，并参与了后续的改进。